# Ecnomocephala ashei
Ecnomocephala ashei is een vliesvleugelig insect uit de familie Eupelmidae. De wetenschappelijke naam werd voor het eerst geldig gepubliceerd in 2019 door Gibson.